# كاثي جونز
كاثي جونز هي ممثلة كندية، ولدت في 6 أبريل 1955 في كندا.

## وصلات خارجية
- كاثي جونز على موقع IMDb (الإنجليزية)
- كاثي جونز على موقع ألو سيني (الفرنسية)
- كاثي جونز على موقع ميوزك برينز (الإنجليزية)
- كاثي جونز على موقع ميوزك برينز (الإنجليزية)
- كاثي جونز على موقع قاعدة بيانات الفيلم (الإنجليزية)
- كاثي جونز على موقع كينوبويسك (الروسية)